# Olivier Grouillard
 Olivier Grouillard  (2. září 1958, Toulouse) je bývalý francouzský automobilový závodník, účastník formule 1 v letech 1989 - 1992.
Olivier Grouillard začal závodit na motokárách v roce 1972, když mu bylo 14 let. Od roku 1981 se vrhl do francouzského školního šampionátu Volant Elf, aby se v roce 1982 objevil ve formuli Renault, kterou vyhrál. Následující rok ho získal tým ORECA pro francouzskou formuli 3. Ve své první sezóně získal 73 bodů, což mu vyneslo celkové čtvrté místo. V roce 1984 již slavil mistrovský titul, když svého největšího rivala Dellavalladeho porazil o dva body.

## Formule 3000
Tým ORECA vstoupil do premiérového ročníku formule 3000 v roce 1985, samozřejmě s čerstvým mistrem Francie. Olivier však za konkurencí zaostal a v první sezoně byl až dvanáctý, když nejlépe dojel na čtvrtém místě v závodech na tratích Vallelunga a Pau. Následující rok opustil tým ORECA a připojil se k Formula Team Ltd., který provozoval vozy Lola T86/50 Cosworth, ale znovu dokázal dosáhnout pouze na 4. místo a v konečném pořadí to stačilo na 13. příčku. V roce 1987 se vrátil k týmu ORECA, ale znovu dosáhl jen na čtvrté místo a celkově tak zaznamenal nejhorší sezonu ve formuli 3000, když skončil na 17. místě. A proto se angažuje i v závodech cestovních vozů s vozem BMW M3. Pro rok 1988 sehnal angažmá v týmu GBDA Motorsport. Sezonu zahájil pátým místem v Jerezu, následovalo první umístění na stupních vítězů v Grand Prix Říma, dojel třetí. Následovala série tří nedokončených závodů, v italské Enně zažehl naději na lepší umístění, dojel druhý, ale další dva pokažené závody mu sebrali poslední naději na mistrovský titul a nepomohli ani dvě vítězství v posledních dvou závodech. Celkově získal druhé místo a to mu otevřelo dveře do formule 1.

## Formule 1

### Ligier
Po jeho působivých výkonech v roce 1988 si ho vybrala stáj Ligier pro následující sezonu ve formuli 1, aby nahradil Stefana Johanssona. Olivier se tak stal týmovým kolegou zkušeného René Arnouxe, ale v týmu panovala nestabilita a také osmiválcový motor Cosworth neoplýval dostatečným výkonem. To vše dělalo z vozu Ligier JS33 nekonkurenceschopné a nespolehlivé auto, které jen zřídka vidělo cíl a nebo se nekvalifikovalo. Přesto Grouillard dokázal s vozem nemožné, hned v prvním závodě v Riu se kvalifikoval na 22 místě a v závodě dojel na 9. místě, zatímco mnohem zkušenější Arnoux se nekvalifikoval. Ještě lépe si vedl v deštivé Imole, kde se dokázal kvalifikovat na 10 místě, v samotném závodě pak byl diskvalifikován poté co jeho mechanici pracovali na jeho voze v průběhu přerušení závodu (závod byl přerušen po havárii Gerharda Bergera) což bylo v rozporu s pravidly. Znovu tak zastínil týmového kolegu, který se nekvalifikoval. V Monaku byl znovu lepší než Arnoux, když startoval z 16. místa, ale cíl nespatřil pro poruchu převodovky. V Mexiku dojel na 8. místě, zatímco v USA a Kanadě, doplatil na nespolehlivý výkon motoru a do obou závodů se nekvalifikoval. Grand Prix Francie byla jeho největším závodem sezony (jak se později ukázalo i celé jeho kariéry ve formuli 1), ze 17 místa na startu se prokousával startovním polem, i přes potíže s pneumatikami a převodovkou, na konečné šesté místo. Získal tak svůj první a zároveň jediný mistrovský bod ve formuli 1. V konečném součtu se tak přidal k Arnouxovi, který bodoval pátým místem v kanadské Grand Prix a tým se třemi body zaujal poslední příčky v poháru konstruktérů. Zatímco v první části sezóny byl Grouillard v týmu oblíbený a dle jeho pokynů se určovalo nastavení vozu, v té druhé si znepřátelil především Guy Ligiera, který nesl s nevolí kritiku ze strany nováčka. A Grouillard tak, stejně jako Arnoux (ukončil kariéru), musel tým opustit.

### Osella a Fondmetal
Grouillard si prohodil místo s italským pilotem Larinim, který působil v malém týmu Osella. Přestup do italského týmu znamenal pro Grouillarda, že se každý pátek musel prodrat sítem předkvalifikace. Osella nasadila atraktivní vůz FA1M, který navrhl Alessandro Tomaini, ve skutečnosti šlo o vůz z předešlé sezóny se spolehlivým motorem V8 Cosworth a vynikající kvalifikační pneumatiky Pirelli, jeho největší slabinou byla nedostatečná strukturální tuhost. Přesto se Olivier hned v prvním závodě v americkém Phoenixu, prodral z předkvalifikace až na 8. místo na startu, když za sebou nechal oba vozy Williams , Ferrari Nigela Mansella i Benetton Alessandra Nanniniho. V závodě už to tak slavné nebylo, odstoupil po havarii. Stejný osud ho potkal i v Brazílii, kde kolidoval s Alboretem. Již ve třetím závodě, kterým byla Grand Prix San Marina, tým představil pozměněný vůz FA1ME, ale zázraky se neděly. V imole startoval jako 22 ale cíl neviděl, v Monaku neprošel sítem kvalifikace. Zato v Kanadě a Mexiku nastala změna k lepšímu, 13. respektive 19. místo tomu napovídalo. Návrat zpět do Evropy, ale probral tým z letargie, ve Francii se poprvé neprobojoval z předkvalifikace a zahájil tak černou sérii hrůzy, kdy se nekvalifikoval jak v Británii tak v Německu a v Maďarsku znovu uvízl v předkvalifikaci. Menší zlepšení zaznamenal tým až v závěru sezóny, kdy se Olivier dokázal kvalifikovat do čtyř závodů z posledních šesti. V Belgii dojel na 16 místě do cíle, v Monze musel odstoupit pro defekt. V posledním závodě sezony v australském Adelaide sice dojel na třináctém místě, ale postupně získával pověst nejpomalejšího muže ve startovním poli, který se jen nerad nechává předjet. Svědčí o tom i gesto Nigela Mansella, který mu hrozil sevřenou pěstí při jednom z pokusů o předjetí.
Začátkem roku 1991 hlavní sponzor týmu Osella Fondmetal, vyplatil Enza Osellu a na jeho místo, týmového šéfa, dosadil Gabriele Rumiho. Na soupisce týmu zůstal Olivier Grouillard, tým získal smlouvu s výrobcem pneumatik Goodyear, ale nové šasi nebylo připraveno a tak se tým prezentoval v úvodních dvou závodech sezony se starým vozem Osella, který přejmenoval na Fondmetal FA1M-E90. Jak se dalo předpokládat byla to absolutní pohroma, Olivier se s tímto vozem nedokázal vymanit z nástrah předkvalifikace jak v Phoenixu tak v Interlagosu. Ale ani nový vůz Fondmetal F1, který tým nasadil od třetího závodu sezony, si neporadil s rychlostí v kvalifikačním kole a třikrát po sobě neprošel předkvalifikací. Obrat téměř o 180° nastal při Grand Prix Mexika, kde Olivier Grouillard zajel druhý nejlepší čas předkvalifikace čímž si zajistil účast v kvalifikaci. V boji o nejlepší startovní příčku zaostal pouze o neuvěřitelných 1,8 s za vítězem kvalifikace Riccardo Patresem, startoval tak z 10 pozice. Jeho práce však přišla vniveč, když musel ve 14 kole vůz pro poruchu odstavit. Stejným způsobem dopadl ve francouzské Grand Prix. V Británii a Německu se vše vrátilo do zaběhlých kolejí, Olivier si balil věci již v pátek, po nepovedených předkvalifikacích, v Maďarsku o den později, kdy neprošel kvalifikací. Dalším vrcholem byla Belgie, tady se kvalifikoval na 23. místě a závod dokončil na 10. místě, v Itálii se kvalifikoval 26 , ale cíl neviděl. Grand Prix Portugalska znamenala další pád do předkvalifikace a předčasný odjezd domů. To už došla trpělivost i Rumimu a Oliviera s okamžitou platností vyhodil. Grouillard byl nahrazen Gabrielem Tarquinim, zatímco francouzský pilot bezprostředně sáhl po uvolněném místě v AGS. Ale byl to jen další marný pokus dostat se dále než jen do páteční předkvalifikace. Bezprostředně po Grand Prix Španělska tým AGS formuli 1 opustil a nedokončil ani sezónu.

### Tyrrell
Vše již nasvědčovalo tomu že se Olivier Grouillard s formulí 1 rozloučí, když zničeho nic získal místo u týmu Tyrrell. O to víc zarážející byl fakt, že o místo v týmu měl zájem i Alessandro Zanardi a Andrea de Cesaris. Místo druhého pilota si nakonec získal pro sebe de Cesaris, který dokázal sehnat více prostředků od sponzorů. I když vůz Tyrrell 020B byl téměř bez šancí na bodové umístění, dokázal odhalit přístup k závodění obou jezdců. Andrea de Cesaris v sobě nezapřel svou bojovnost a v podprůměrném týmu si dokázal vydobýt uznání soupeřů, zatímco Olivier za svým týmovým kolegou značně zaostal a to jak v kvalifikacích tak pak především v závodech. Andrea de Cesaris dokázal získat 8 bodů a celkově deváté místo v mistrovství světa, Grouillard vyšel naprázdno a jeho nejlepším umístěním bylo osmé místo v San Marinu.

## Kariéra po formuli 1
Olivier Grouillard se vydal stejnou cestou jako mistr světa Nigel Mansell, za oceán pokoušet štěstí v americké sérii Cart. V sezóně 1993 získal místo u týmu Indy Regency Racing a svůj vstup do této série plánoval hned v tom nejprestižnějším závodě, v 500 mil v Indianapolis, s vozem Lola T9200 se však nekvalifikoval. Další pokusy zkoušel v týmu Eurosports/Marlboro, jeho nejlepší výsledek bylo jen 11 místo v Grand Prix Budweiser, která se konala v Clevelandu. Zatímco Nigel Mansell odešel jako vítěz celé série, Olivier zůstal hluboko v poli poražených.
Po nezdaru v Americe se v roce 1994 vrátil do Evropy, aby startoval ve sportovních vozech v sérii BPR Global GT Endurance, která byla předchůdcem série FIA GT. Nebyla to jeho první zkušenost se sportovními vozy, již v roce 1990 načichl k atmosféře této disciplíny, když startoval v sérii IMSA s vozem Ferrari F40 LM a při svém prvním a jediném startu získal třetí místo. Vstup do Global GTS si odbil s vozem Venturi 400 Trophy na trati v Paul Richard, kde dojel na 16. místě a 4. ve své třídě. Dalších pět závodů již řídí vůz Venturi 600 LM pro tým Agusta Racing, spolu s Christophe Bouchutem skórují druhým místem v Montlhery a pátým ve Vallelunze. Společně s Michele Fertém a Michele Neugartenem nastupuje k závodu na 24 h v Le Mans, ale problém s motorem je donutil závod předčasně opustit. Spojení s Jacadim, pro kterého jel v Le Mans, pokračovalo i v roce 1995, kdy mu připravil vůz McLaren F1 GTR, se kterým pak dojel pátý ve Španělsku a druhý v Německu. Ve stejném voze startuje s Fabien Giroixem, Jean-Denis Delettrazem v Le Mans a jsou pátí. Pak ale Olivier z týmu odešel a nastoupil do Mach One Racing, aby znovu startoval s vozem McLaren v BPR, vůz připravený tímto týmem byl ale o třídu lepší a tak Olivier mohl slavit vítězství na tratích Silverstone, Nogaro a Zhuhaj. S 91 body obsadil 14 místo v celkovém hodnocení šampionátu. Pro rok 1996 zůstal ve službách týmu Mach One, ale začátek sezóny se nezdařil přesně podle představ a čtyři odstoupení v prvních pěti závodech vyvážilo pouze vítězství v Silverstone šesté místo v Le Mans (nebyl součástí BPR). Druhá část bylo o poznání lepší, čtvrté místo v Anderstorpu, třetí v Suzuce a druhé v Brands Hatch. Tým Mach One, ale nedokáže čelit finančním problémům a k dalším závodům nenastoupil, Olivier je tak znovu nucen hledat si angažmá jinde. Ve Spa se nedokázal kvalifikovat s vozem Porsche 911 GT2 Evo v týmu Friesinger Motorsport. Přesto v BPR končí se 106 body na osmém místě.
V roce 1997 startoval v nově utvořeném seriálu FIA GT s vozem Panoz GTR Ford, zkoušel také japonskou sérii pro vozy GTS. V Le Mans startuje spolu s klanem Andretti ve voze Courage C36, ale po 15 hodinách ze závodu odstoupili. V roce 1998 se v Le Mans umístil na 16. místě spolu s Henri Pescarolem, Franck Montagnym, ve stejném voze. V roce 2000 se objevil v ALMS s vozem Courage C52 Peugeot a hned na úvod obsadil 6. místo v Silverstone a v Le Mans pak byl čtvrtý. V roce 2001 byl znovu připravený závodit za tým Pescarolo Sport s novým vozem Courage C60 Peugeot. V testech na Le Mans se usadil na 11. místě, pro závod byl ale nahrazen Borisem Derichebourgem, pro Oliviera to znamenalo konec závodní kariéry.

## Kompletní výsledky

### Výsledky ve formuli 1
| Legenda k tabulce | Legenda k tabulce                                                                       |
| Barva             | Výsledek                                                                                |
| ----------------- | --------------------------------------------------------------------------------------- |
| Zlatá             | Vítěz                                                                                   |
| Stříbrná          | 2. místo                                                                                |
| Bronzová          | 3. místo                                                                                |
| Zelená            | Bodované umístění                                                                       |
| Modrá             | Nebodované umístění                                                                     |
| Modrá             | Dokončil neklasifikován (NC)                                                            |
| Fialová           | Odstoupil (Ret)                                                                         |
| Červená           | Nekvalifikoval se (DNQ)                                                                 |
| Červená           | Nepředkvalifikoval se (DNPQ)                                                            |
| Černá             | Diskvalifikován (DSQ)                                                                   |
| Bílá              | Nestartoval (DNS)                                                                       |
| Bílá              | Závod zrušen (C)                                                                        |
| Světle modrá      | Pouze trénoval (PO)                                                                     |
| Světle modrá      | Páteční testovací jezdec (TD)                                                           |
| Bez barvy         | Netrénoval (DNP)                                                                        |
| Bez barvy         | Vyřazen (EX)                                                                            |
| Bez barvy         | Nepřijel (DNA)                                                                          |
| Bez barvy         | Odvolal účast (WD)                                                                      |
| Bez barvy         | Nezúčastnil se (prázdné)                                                                |
| Označení          | Význam                                                                                  |
| Tučnost           | Pole position                                                                           |
| Kurzíva           | Nejrychlejší kolo                                                                       |
| †                 | Jezdec nedojel do cíle, ale byl klasifikován, protože odjel více než 90 % délky závodu. |
| ‡                 | Byl udělován poloviční počet bodů, protože bylo odjeto méně než 75 % délky závodu.      |
| Horní index       | Umístění bodujících jezdců ve sprintu                                                   |

| Rok  | Tým                                  | Šasi           | Motor       | 1        | 2        | 3        | 4        | 5        | 6       | 7        | 8        | 9        | 10       | 11      | 12      | 13       | 14       | 15      | 16      | Umístění | Body |
| ---- | ------------------------------------ | -------------- | ----------- | -------- | -------- | -------- | -------- | -------- | ------- | -------- | -------- | -------- | -------- | ------- | ------- | -------- | -------- | ------- | ------- | -------- | ---- |
| 1989 | Ligier Loto                          | Ligier JS33    | Cosworth V8 | BRA 9    | SMR DSQ  | MON Ret  | MEX 8    | USA DNQ  | CAN DNQ | FRA 6    | GBR 7    | GER Ret  | HUN DNQ  | BEL 13  | ITA Ret | POR DNQ  | ESP Ret  | JPN Ret | AUS Ret | 26.      | 1    |
| 1990 | Osella Squadra Corse                 | Osella FA1M    | Cosworth V8 | USA Ret  | BRA Ret  |          |          |          |         |          |          |          |          |         |         |          |          |         |         | -        | 0    |
| 1990 | Osella Squadra Corse                 | Osella FA1ME   | Cosworth V8 |          |          | SMR Ret  | MON DNQ  | CAN 13   | MEX 19  | FRA DNPQ | GBR DNQ  | GER DNQ  | HUN DNPQ | BEL 16  | ITA Ret | POR DNQ  | ESP Ret  | JPN DNQ | AUS 13  | -        | 0    |
| 1991 | Fondmetal F1 SpA                     | Fomet FA1M-E90 | Cosworth V8 | USA DNPQ | BRA DNPQ |          |          |          |         |          |          |          |          |         |         |          |          |         |         | -        | 0    |
| 1991 | Fondmetal F1 SpA                     | Fomet F1       | Cosworth V8 |          |          | SMR DNPQ | MON DNPQ | CAN DNPQ | MEX Ret | FRA Ret  | GBR DNPQ | GER DNPQ | HUN DNQ  | BEL 10  | ITA Ret | POR DNPQ |          |         |         | -        | 0    |
| 1991 | Automobiles Gonfaronnaises Sportives | AGS JH27       | Cosworth V8 |          |          |          |          |          |         |          |          |          |          |         |         |          | ESP DNPQ | JPN     | AUS     | -        | 0    |
| 1992 | Tyrrell Racing Organisation          | Tyrrell 020B   | Ilmor V10   | RSA Ret  | MEX Ret  | BRA Ret  | ESP Ret  | SMR 8    | MON Ret | CAN 12   | FRA 11   | GBR 11   | GER Ret  | HUN Ret | BEL Ret | ITA Ret  | POR Ret  | JPN Ret | AUS Ret | -        | 0    |

### Výsledky z ostatních kategorií automobilového sportu
| Sezóna | Série                     | Tým                       | Vůz            | Závody | Vítězství | Pole position | Podium | Body | Konečné umístění |
| 1982   | Formule Renault (Francie) |                           |                |        |           |               |        |      | 1. místo         |
| 1983   | Formule 3 (Francie)       | ORECA                     | Martini Mk39   |        |           |               |        | 43   | 4. místo         |
| 1984   | Formule 3 (Francie)       | ORECA                     | Martini Mk42   |        |           |               |        | 108  | 1. místo         |
| 1985   | Formule 3000              | ORECA                     | March 85B      | 8      | 0         | 0             | 0      | 6    | 12. místo        |
| 1986   | Formule 3000              | Formula Team Ltd          | Lola T86/50    | 4      | 0         | 0             | 0      | 4    | 13. místo        |
| 1987   | Formule 3000              | ORECA                     | March 87B      | 11     | 0         | 0             | 0      | 4    | 17. místo        |
| 1987   | ME cestovní vozy          |                           | BMW M3         |        |           |               |        |      |                  |
| 1988   | Formule 3000              | GBDA                      | Lola T88/50    | 11     | 2         | 3             | 5      | 34   | 2. místo         |
| 1988   | ME cestovní vozy          |                           | BMW M3         |        |           |               |        |      |                  |
| 1990   | IMSA                      | Ferrari France            | Ferrari F40 LM | 1      |           |               |        | 12   | 29. místo        |
| 1993   | IRL                       | Indy Regency              | Lola T92/00    | 12     |           |               |        | 4    | 28. místo        |
| 1994   | BPR Global GT Endurance   | Agusta Racing             | Venturi 600LM  | 6      |           |               |        |      |                  |
| 1995   | BPR Global GT Endurance   | Giroix Racing Team Jacadi | McLaren F1 GTR | 6      | 3         |               |        | 91   | 14. místo        |
| 1996   | BPR Global GT Endurance   | Harrods Mach One Racing   | McLaren F1 GTR |        | 1         |               |        | 106  | 8. místo         |
| 1997   | FIA GT                    | Dave Price Racing         | Panoz GTR Ford |        |           |               |        |      |                  |
| 2000   | ALMS                      | Pescarolo Sport           | Courage C52    | 2      |           |               |        |      |                  |

### Výsledky ze závodu 24 hodin Le Mans
| Rok  | Kategorie | Tým                         | Vůz                   | Spolujezdci                          | Umístění                            |
| 1990 | C1        | Nissan Motorsports Europe   | Nissan 90 CK          | Kenny Acheson, Martin Donnelly       | nedokončil                          |
| 1994 | LM GT1    | Société Jacadi Racing       | Venturi 500 LM        | Michel Ferté, Michel Neugarten       | nedokončil                          |
| 1995 | GT1       | Giroix Racing Team          | McLaren F1 GTR        | Fabien Giroix, Jean-Denis Delettraz  | 5. místo(4. místo ve třídě GT1)     |
| 1996 | GT1       | Harrod's Mach One Racing    | McLaren F1 GTR LM     | Andy Wallace, Derek Bell             | 6. místo(5. místo ve třídě GT1)     |
| 1997 | P         | Société Courage Competition | Courage C36 - Porsche | Mario Andretti, Michael Andretti     | nedokončil                          |
| 1998 | P1        | Société Courage Competition | Courage C36           | Henri Pescarolo, Franck Montagny     | 16. místo (5. místo ve třídě P1)    |
| 2000 | LMP 900   | Pescarolo Sport             | Courage C52 - Peugeot | Sébastien Bourdais, Emmanuel Clerico | 4. místo(4. místo ve třídě LMP 900) |